# 馬豫
馬豫（1401年—1449年），字彥安，山東東昌府臨清縣人，軍籍。明朝政治人物。同進士出身。

## 生平
山東鄉試第十六名。宣德八年（1433年）癸丑科進士。正統二年二月授官大理寺左評事，六年四月奉命審理獄囚，升左寺副。正統十四年（1449年）英宗北伐，馬豫疏諌未果，主動隨駕督軍。在土木堡陣亡。英宗復辟後，憫其忠，追贈寺正。

## 家族
曾祖父馬文珍。祖父馬得方。父亲馬青嵒。母孫氏。慈侍下。